# Peucetia viridans
Espèce
Peucetia viridans, l’Araignée-lynx verte[réf. nécessaire], est une espèce nord-américaine d'araignées de la famille des Oxyopidae (les « araignées-lynx »). Cette araignée, de taille moyenne, se caractérise par sa couleur verte et se positionne souvent sur des plantes de la même couleur. Elle chasse à l'affut en sautant sur leurs proies. 

## Répartition
Peucetia viridans est très commune dans le Sud des États-Unis, au Mexique, en Amérique centrale et dans les Caraïbes. 

## Description
La femelle mesure entre 12 et 22 mm avec une moyenne à 16 mm. Le mâle, plus petit, fait en moyenne 12 mm. Le céphalothorax est plus fin et surélevé dans la région des yeux. L'opisthosome est de couleur verte translucide et présente des taches rouges dont la taille et la quantité varient en fonction des individus. Les pattes sont longues et fines et leur couleur oscille entre le vert clair et le jaune.
C'est une espèce diurne.

## Relation avec l'espèce humaine
L'araignée-lynx verte a été citée comme présentant un intérêt en matière de lutte biologique car elle chasse en grande quantité les insectes nuisibles (par exemple Helicoverpa zea et la fausse-arpenteuse du chou), notamment dans les champs de coton, cependant elle n'hésite pas non plus à se nourrir d'insectes pollinisateurs comme les abeilles mellifères, les polistes et les syrphes, ce qui oblige à l'utiliser avec précaution.

## Systématique
L'espèce Peucetia viridans a été décrite en 1832 par l'arachnologiste américain Nicholas Marcellus Hentz le sous le protonyme de Sphasus viridans.
Peucetia viridans a pour synonymes :
- Peucetia bibranchiata F.O.Pickard-Cambridge, 1902
- Peucetia poeyi (Lucas, 1857)
- Peucetia rubricapilla Petrunkevitch, 1925